# Херцеброк-Клархолц
Херцеброк-Клархолц (њем. Herzebrock-Clarholz) општина је у њемачкој савезној држави Северна Рајна-Вестфалија. Једно је од 11 општинских средишта округа Гитерсло. Према процјени из 2010. у општини је живјело 16.142 становника. Посједује регионалну шифру (AGS) 5754020, NUTS (DEA42) и LOCODE (DE HZC) код.

## Географски и демографски подаци
Херцеброк-Клархолц се налази у савезној држави Северна Рајна-Вестфалија у округу Гитерсло. Општина се налази на надморској висини од 72 метра. Површина општине износи 79,3 km². У самом мјесту је, према процјени из 2010. године, живјело 16.142 становника. Просјечна густина становништва износи 204 становника/km².

## Међународна сарадња
| Мјесто     | Држава    | Врста сарадње | Од    |
| ---------- | --------- | ------------- | ----- |
|            | Француска | партнерство   | 1973. |
| Бредервиде | Холандија | партнерство   | 1994. |
| Извор      |           |               |       |